# ザ・プレミアム・ベスト 来生たかお
『ザ・プレミアム・ベスト 来生たかお』（ザ プレミアム ベスト きすぎたかお）は、来生たかおのベスト・アルバム。2009年3月18日発売。発売元はユニバーサルミュージック。規格品番はUPCY-6519。

## 概要
ユニバーサルミュージックから複数タイトルが同時で発売された企画ベスト・アルバムの一作である。
CD規格は「高品質CD」とされるSHM-CD仕様。制作スタッフのクレジットは歌詞ブックレット中に掲載されていない。

## 収録曲
- 全作詞: 来生えつこ（Except M-14: 小倉めぐみ）、全作曲: 来生たかお

| #   | タイトル                                                 | 作詞       | 作曲・編曲 | 編曲           | 時間    |
| --- | -------------------------------------------------------- | ---------- | ---------- | -------------- | ------- |
| 1.  | 「シルエット･ロマンス Duet with 大橋純子」(2000年)       | 来生えつこ | 来生たかお | 松田真人       | 4分38秒 |
| 2.  | 「セカンド・ラブ Duet with 中森明菜」(2000年)            | 来生えつこ | 来生たかお | 松田真人       | 4分33秒 |
| 3.  | 「夢の途中 Duet with 薬師丸ひろ子」(2000年)              | 来生えつこ | 来生たかお | 松田真人       | 4分41秒 |
| 4.  | 「ねじれたハートで」(1982年)                             | 来生えつこ | 来生たかお | 星勝           | 3分57秒 |
| 5.  | 「ORACIÓN -祈り-」(1988年)                               | 来生えつこ | 来生たかお | 武部聡志       | 4分36秒 |
| 6.  | 「Goodbye Day」(1980年)                                  | 来生えつこ | 来生たかお | 松井忠重       | 5分20秒 |
| 7.  | 「マイ・ラグジェアリー・ナイト」(1979年)                 | 来生えつこ | 来生たかお | 福井峻         | 4分48秒 |
| 8.  | 「スローモーション」(1983年)                             | 来生えつこ | 来生たかお | 星勝・萩田光雄 | 4分27秒 |
| 9.  | 「語りつぐ愛に」(1988年)                                 | 来生えつこ | 来生たかお | 萩田光雄       | 3分52秒 |
| 10. | 「気分は逆光線」(1982年)                                 | 来生えつこ | 来生たかお | 星勝           | 4分29秒 |
| 11. | 「無口な夜」(1983年)                                     | 来生えつこ | 来生たかお | 福井峻         | 4分08秒 |
| 12. | 「白いラビリンス（迷い）」(1984年)                       | 来生えつこ | 来生たかお | Paul Mauriat   | 5分02秒 |
| 13. | 「夢より遠くへ」(1990年)                                 | 来生えつこ | 来生たかお | 新川博         | 4分49秒 |
| 14. | 「楽園のDoor」(1987年)                                   | 小倉めぐみ | 来生たかお | 清水信之       | 4分42秒 |
| 15. | 「浅い夢（20th.アニヴァーサリー･ヴァージョン）」(1995年) | 来生えつこ | 来生たかお | 朝川朋之       | 4分35秒 |
| 16. | 「はぐれそうな天使（1995年ヴァージョン）」(1995年)       | 来生えつこ | 来生たかお | BOB BELDEN     | 3分46秒 |